# Centro Comercial Portal 80
El Centro Comercial Portal 80 es un centro comercial propiedad de la firma Portales Urbanos del Grupo Empresarial Olímpica. Se encuentra ubicado en el noroccidente de Bogotá, al lado de la estación del Portal 80 de Transmilenio sobre la Calle 80. Se encuentra ubicado en la localidad de Engativá, junto al parque deportivo parque deportivo San Andrés, la parroquia de San Basilo Magno, el Hospital de Engativá y la red de ciclorutas de la ciudad. Cuenta con 324 locales comerciales entre ellos salas de cine, supermercado, plazoleta de comidas para 1200 personas, heladerías, parque de diversiones, gimnasio, casino, almacenes de ropa, joyerías, almacenes de calzado y artículos en cuero, entidades financieras, agencia de viajes, plaza de café y 1150 parqueaderos para visitantes.

## Historia
Su construcción se inició el 9 de enero de 2003 y abrió sus puertas al público el 21 de mayo de 2004 con un área construida de 88.000 m².

## Transporte
El centro comercial ofrece un transporte privado de 18 paradas en barrios aledaños de manera gratuita para sus clientes. El único requisito es haber hecho una compra de cualquier valor dentro del edificio, con la condición de que dicha compra se haga el mismo día que se requiera el uso del transporte.
Este servicio tiene de nombre "Te acercamos a casa", debido a que las paradas se ubican en barrios vecinos. Además, sus recorridos se hacen cada treinta minutos todos los días de la semana.